# العروبة (عفرين)
العروبة  قرية سوريّة تتبع إداريّاً لمحافظة حلب منطقة عفرين ناحية شران، بلغ تعداد سكانها 58 نسمة حسب التعداد السكاني لعام 2004.